# Los Santos de Maimona
Los Santos de Maimona je španělská obec situovaná v provincii Badajoz (autonomní společenství Extremadura).

## Poloha
Obec se nachází 74 km od Badajozu. Patří do okresu Zafra - Río Bodión a soudního okresu Zafra. Městem prochází poutní cesta Camino de Santiago de Compostela - Vía de la Plata.

## Historie
Odhaduje se, že obec existovala již za doby měděné (asi 2500 př. n. l.). Během doby římské kolem roku 50 př. n. l. stavěli Římané cestu ze Sevilly do Méridy (Vía de la Plata), která vedla právě přes dnešní Los Santos de Maimonu. V roce 712 padla do rukou muslimům a v roce 1240 byla získána zpět do rukou křesťanům při reconquistě za vlády Ferdinanda III. Kastilského. V roce 1834 byla obec připojena k soudnímu okresu Zafra. V roce 1842 čítala obec 1 080 usedlostí a 4 150 obyvatel.

## Odkazy

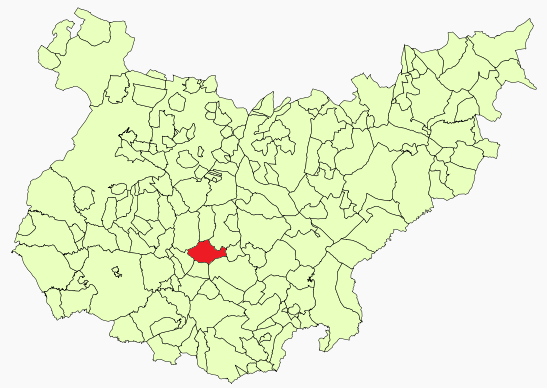
Poloha obce v provincii Badajoz

## Demografie
| Populace obce Los Santos de Maimona z let (1842–2010) | Populace obce Los Santos de Maimona z let (1842–2010) | Populace obce Los Santos de Maimona z let (1842–2010) | Populace obce Los Santos de Maimona z let (1842–2010) | Populace obce Los Santos de Maimona z let (1842–2010) | Populace obce Los Santos de Maimona z let (1842–2010) | Populace obce Los Santos de Maimona z let (1842–2010) | Populace obce Los Santos de Maimona z let (1842–2010) | Populace obce Los Santos de Maimona z let (1842–2010) | Populace obce Los Santos de Maimona z let (1842–2010) | Populace obce Los Santos de Maimona z let (1842–2010) | Populace obce Los Santos de Maimona z let (1842–2010) | Populace obce Los Santos de Maimona z let (1842–2010) | Populace obce Los Santos de Maimona z let (1842–2010) | Populace obce Los Santos de Maimona z let (1842–2010) | Populace obce Los Santos de Maimona z let (1842–2010) | Populace obce Los Santos de Maimona z let (1842–2010) | Populace obce Los Santos de Maimona z let (1842–2010) |
| ----------------------------------------------------- | ----------------------------------------------------- | ----------------------------------------------------- | ----------------------------------------------------- | ----------------------------------------------------- | ----------------------------------------------------- | ----------------------------------------------------- | ----------------------------------------------------- | ----------------------------------------------------- | ----------------------------------------------------- | ----------------------------------------------------- | ----------------------------------------------------- | ----------------------------------------------------- | ----------------------------------------------------- | ----------------------------------------------------- | ----------------------------------------------------- | ----------------------------------------------------- | ----------------------------------------------------- |
| 1842                                                  | 1857                                                  | 1860                                                  | 1877                                                  | 1887                                                  | 1897                                                  | 1900                                                  | 1910                                                  | 1920                                                  | 1930                                                  | 1940                                                  | 1950                                                  | 1960                                                  | 1970                                                  | 1981                                                  | 1991                                                  | 2001                                                  | 2010                                                  |
| 4 150                                                 | 5 886                                                 | 6 385                                                 | 6 106                                                 | 6 509                                                 | 6 703                                                 | 6 849                                                 | 7 304                                                 | 8 214                                                 | 8 470                                                 | 8 711                                                 | 9 353                                                 | 9 565                                                 | 8 207                                                 | 7 415                                                 | 7 604                                                 | 7 931                                                 | 8 242                                                 |